# Mathieu Debuchy
Mathieu Debuchy (ur. 28 lipca 1985 we Fretin) – francuski piłkarz , który występował na pozycji obrońcy. W latach 2011–2015 reprezentant Francji. Uczestnik Mistrzostw Świata 2014 oraz Mistrzostw Europy 2012.
W swojej karierze występował w takich klubach m.in. w takich klubach jak: Lille OSC, Arsenal, Newcastle United czy AS Saint-Étienne.

## Kariera klubowa
Debuchy jest wychowankiem klubu z Lille i w pierwszym zespole grał od 2003 roku. W Ligue 1 zadebiutował 31 stycznia 2004 roku w wygranym 1:0 wyjazdowym meczu z FC Metz. Z kolei pierwszego gola w lidze zdobył w sezonie 2004/2005, 15 stycznia 2005 w 1. minucie meczu z Girondins Bordeaux (3:1). W styczniu 2013 roku odszedł do Newcastle United. 5 lipca 2014 roku potwierdził swój transfer do Arsenalu F.C., a 17 lipca został oficjalnie zaprezentowany w nowym klubie.
W czerwcu 2023 zakończył karierę piłkarską.

## Kariera reprezentacyjna
W reprezentacji Francji Debuchy zadebiutował 7 października 2011 roku w wygranym 3:0 meczu eliminacjach do Euro 2012 z Albanią.

## Sukcesy

### Lille
- Mistrzostwo Francji: 2010/11
- Puchar Francji: 2010/11

### Arsenal
- Puchar Anglii: 2014/15
- Tarcza Wspólnoty: 2014, 2015

### Indywidualne
- Drużyna sezonu Ligue 1 wg UNFP: 2011/12